# Soupe de poissons à la sétoise
Pour les articles homonymes, voir Soupe de poisson (homonymie) et Sète.
La soupe de poissons à la sétoise est une spécialité culinaire de Sète et du littoral languedoc, à base de soupe de poisson aux légumes, vin blanc et huile d'olive. 

## Historique
Sète, situé entre l'étang de Thau et la Méditerranée, est le premier port de pêche de Méditerranée. Sa cuisine est largement inspirée par la mer et le vin. Poissons, crustacés et coquillages font partie intégrante des traditions culinaires de cette « île singulière », selon l'expression de l'écrivain Sétois Paul Valéry.
Les premières barriques de vin arrivèrent sur ses quais en 1604. Le petit port restait en concurrence avec celui de Frontignan, qui s'envasa entre 1625 et 1660. Ce fut la fin de toute activité portuaire de ce rival et le début de la primauté du nouveau port, construit en 1666, grâce au canal du Midi qui draina vers Sète l'ensemble des vins du Languedoc. Sète, à la fin du XIXe siècle faisait partie intégrante de la route du sel Terre-Neuve-Fécamp-Sète.

## Recette

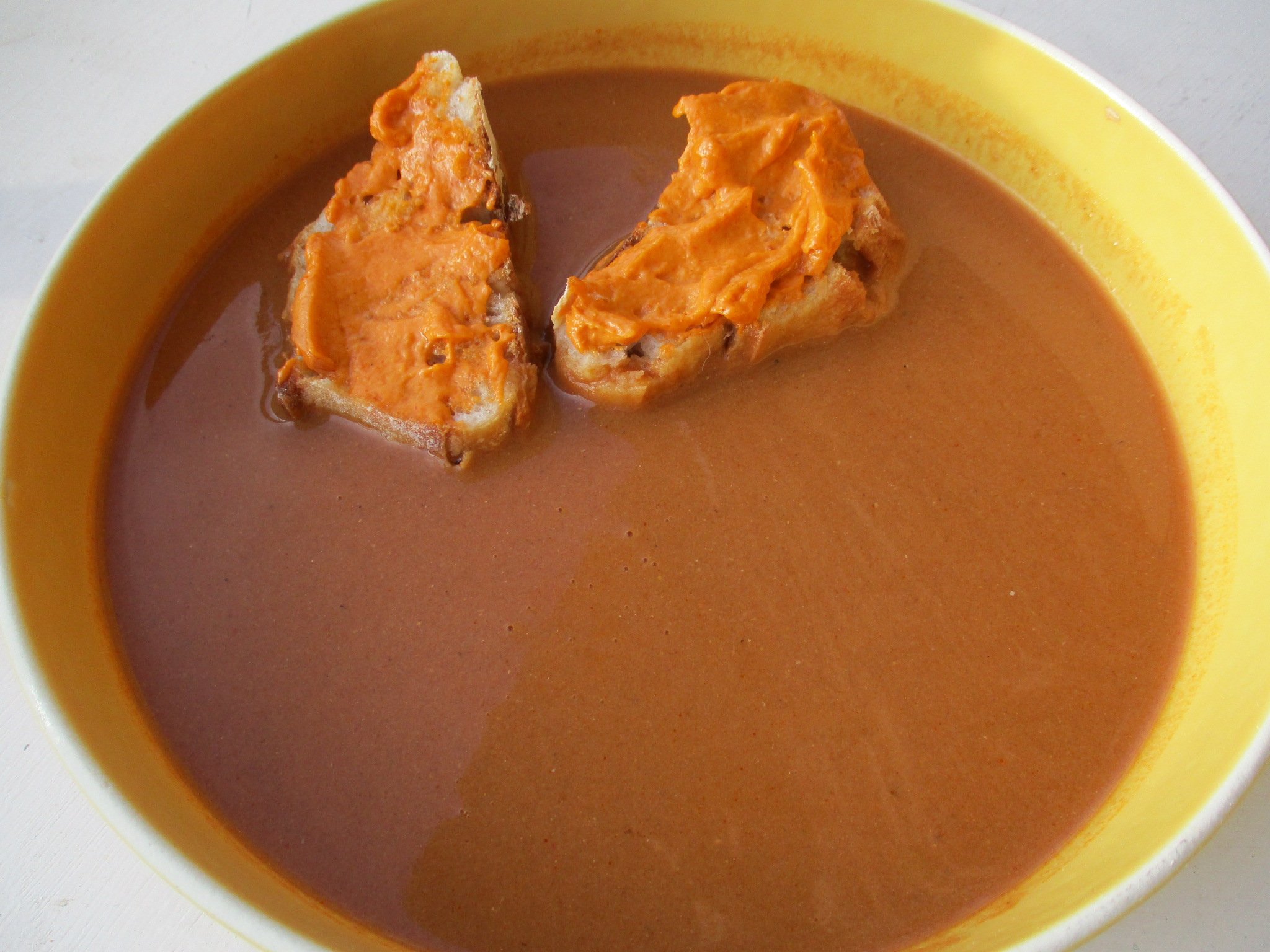

Cette soupe de poisson est généralement composée de grondin, rascasse rouge, congre, clavière, girelle, petits saint-pierre ; sont exclus les chinchards (poissons bleus). Elle se cuisine avec un vin blanc sec, de l'huile d'olive, des légumes (oignon, blanc de poireau, carottes, tomates), de l'ail, du piment fort, du persil, du thym et du safran. Elle est accompagnée de croûtons tartinés de rouille sétoise, et saupoudrés de gruyère ou d'emmental râpé.

## Label rouge
Deux sociétés de l'étang de Thau la commercialisent avec un Label rouge.
Le 3 juin 1963, la conserverie sétoise Azais-Polito, première conserverie et dernière de la ville aujourd'hui — qui fut la toute première à mettre en conserve les spécialités sétoises, dont la « soupe de poisson de roche à la sétoise élaborée avec 52 % de poisson » —, obtenait le Label rouge pour sa « soupe de poisson petite pêche moins de 24 h », qui est élaborée, comme la précédente, uniquement avec des petits poissons de roche entiers ; sont exclues les parures (arêtes et déchets de poisson) ou épaississant. C'est le premier produit de la mer transformé de Méditerranée, qui accédait à ce label. Cette soupe, avec ses 45 % de poisson entier mis en œuvre, est la soupe de poisson Label rouge la plus fortement concentrée du marché français.
Depuis le 6 octobre 2010, dans le cadre de l'obtention du Label rouge, le « Comité National IGP-STG-Label Rouge » de l'INAO, a avalisé le cahier des charges de la VALPEM de Sète, pour sa « soupe rouge de la mer » qui contient 40 % de poisson.
« Le Label rouge s'applique à une soupe de poisson élaborée selon un cahier des charges strict, garantissant une qualité supérieure par rapport à une qualité standard. Le cahier des charges définit les pratiques de production à partir du moment de la capture du poisson sauvage par les navires de pêche. Il concerne ensuite toutes les étapes du débarquement jusqu'à l'acheminement du poisson à l'unité de transformation. Enfin, le label concerne toutes les phases de la transformation industrielle (ou artisanale pour la conserverie Azais-Polito) en soupe. Les conditions d'approvisionnement en ingrédients secondaires sont également concernées, ainsi que les étapes majeures de congélation du poisson (pour le cahier des charges Azais-Polito dans un délai restreint, afin d'assurer une qualité supérieure “classe A” en poisson de roche). »

## Accord mets/vin
Elle est traditionnellement accompagnée d'un vin blanc du terroir, comme le Picpoul-de-pinet ou un languedoc.